# The Suburban
The Suburban est un journal de langue anglaise publié sur une base hebdomadaire à Montréal, Québec, Canada.
Fondé le 1er mars 1963 à Côte-Saint-Luc, The Suburban est principalement distribué dans l'Ouest de l'île de Montréal, incluant l'Ouest-de-l'Île. Les communautés desservies sont Côte-des-Neiges, Notre-Dame-de-Grâce, Ville Mont-Royal, Hampstead, Ville Saint-Laurent, Westmount, Dollard-des-Ormeaux, Beaconsfield, Kirkland, Pointe-Claire. Dans les années 2000, la circulation a été étendue aux quartiers de Saint-Léonard, Rivière-des-Prairies, Vaudreuil, Verdun et LaSalle.
The Suburban se décrit comme l'hebdomadaire de langue anglaise ayant la plus grande distribution au Québec, avec 145 000 copies en circulation chaque semaine.